# Krîveț, Stavîșce
Krîveț (în ucraineană Кривець) este o comună în raionul Stavîșce, regiunea Kiev, Ucraina, formată numai din satul de reședință.

## Demografie
Componența lingvistică a comunei Krîveț
     Ucraineană (98,85%)
     Rusă (1,15%)
Conform recensământului din 2001, majoritatea populației comunei Krîveț era vorbitoare de ucraineană (98,85%), existând în minoritate și vorbitori de rusă (1,15%).